# Colubotelson tattersalli
Colubotelson tattersalli is een pissebed uit de familie Phreatoicidae. De wetenschappelijke naam van de soort is voor het eerst geldig gepubliceerd in 1927 door Sheppard.